# Johann Jakob Burckhardt (Politiker, 1614)
Johann Jakob Burckhardt (* 19. Mai 1614 in Basel; † 1. November 1690 ebenda) war ein Schweizer Politiker.

## Leben
Johann Jakob Burckhardt, Sohn des Oberstzunftmeisters und Ethikprofessors Johann Rudolf Burckhardt, studierte Rechtswissenschaften in Basel, Genf und in Frankreich. Im Jahr 1633 wurde er Schreiber auf der Basler Kanzlei. 1646 fand er Aufnahme in den Sechser (Zunftvorstand) der Hausgenossenzunft, die er fortan auch im Grossen Rat vertrat. 1657 wurde er in den Kleinen Rat und bereits zwei Jahre später in den Dreizehnerrat gewählt. 1666–1684 bekleidete er das Amt des Oberstzunftmeisters. 1684 bis zu seinem Tod amtierte er als Bürgermeister. 1673 und 1681 gehörte er zu den Gesandten der Eidgenossenschaft beim Empfang des französischen Königs Ludwig XIV.